# Skånska handelsbanken
Skånska handelsbanken en svensk affärsbank som grundades 1896 i Malmö. Initiativtagare var Stockholms Handelsbanks vd Louis Fraenckel. Fraenckel, som ansåg det olämpligt att banken var direkt ägare av bankkontor utanför Stockholm, och hade därför grundat och slutit samarbetsavtal med Jönköpings handelsbank, Göteborgs handelsbank samt Sundsvalls Handelsbank för att ta vara på det uppsving för det ekonomiska livet som gjorde att efterfrågan på banktjänster steg.
Banken växte under 1900-talets början genom fusioner med Västerviks Handelsbank 1909, Stockholms Köpmanna bank 1912 och Engelholms Lantmannabank 1913 och hade, vid tiden då man själva övertogs av Skandinaviska Kreditaktiebolaget 1919, närmare 90 kontor på landsbygden.

## Huvudkontor
Banken hyrde fram till 1904 lokaler en trappa upp på Apoteket Lejonets hus vid Stortorget. August Ewe och Carl Melin ritade det hus som banken uppförde på Stortorget 23-25 åren 1903-1904. Bakom dess vita marmorfasad styrdes banken fram till övertagandet. Fastigheten såldes då till Svenska Handelsbanken

### Avdelningskontor
År 1912 fanns avdelningskontor i Anderslöv, Arlöv, Båstad, Dalby, Helsingborg, Vellinge, Hörby, Kalmar, Landskrona, Lund, Lövestad, Målilla, Nybro, Sjöbo, Skurup, Södra Vi, Trelleborg, Västervik, Åstorp och Överum.